# Katholieke Kerk in Peru

Peru

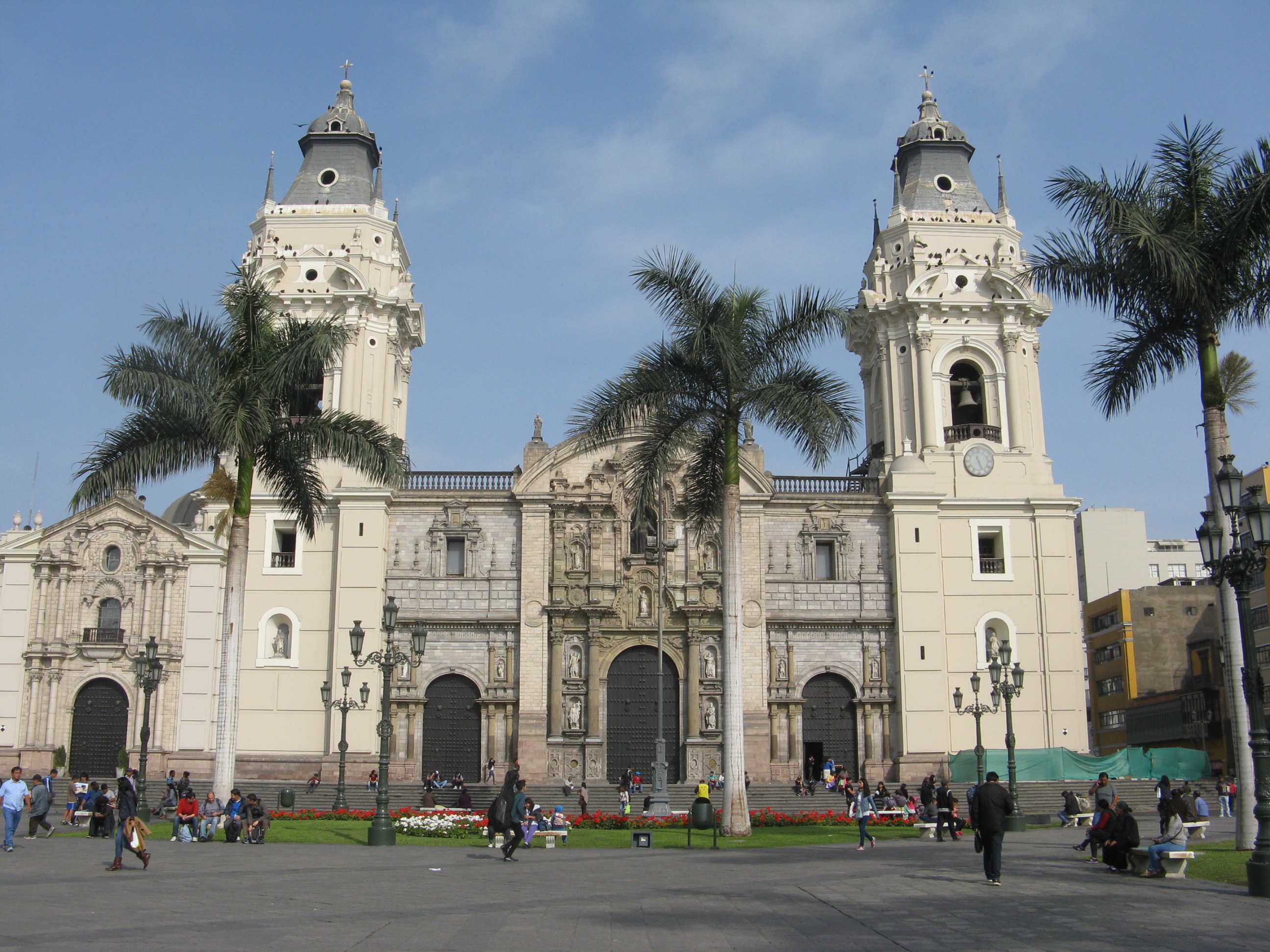
Kathedraal van Lima

De Katholieke Kerk in Peru is een onderdeel van de wereldwijde Katholieke Kerk, onder het geestelijk leiderschap van de paus en de curie in Rome.
Het overgrote deel van de Peruvianen is katholiek (ca. 83 à 96 %). Het katholicisme was tot 1933 staatsgodsdienst in Peru. Peru heeft 7 aartsbisdommen met 12 bisdommen, 14 vrije prelaturen en 8 apostolische vicariaten. De oudste bisdommen zijn Cuzco (1536) en Lima (1541), dat in 1546 tot aartsbisdom werd verheven.
Apostolisch nuntius voor Peru is sinds 6 augustus 2022 aartsbisschop Paolo Rocco Gualtieri.

## Indeling
- Kerkprovincie Arequipa: Aartsbisdom Arequipa
  - Bisdom Puno
  - Bisdom Tacna y Moquegua
  - Territoriale prelatuur Ayaviri
  - Territoriale prelatuur Chuquibamba
  - Territoriale prelatuur Juli
  - Territoriale prelatuur Santiago Apóstol de Huancané
- Kerkprovincie Ayacucho o Huamanga: Aartsbisdom Ayacucho o Huamanga
  - Bisdom Huancavélica
  - Territoriale prelatuur Caravelí
- Kerkprovincie Cuzco: Aartsbisdom Cuzco
  - Bisdom Abancay
  - Territoriale prelatuur Chuquibambilla
  - Territoriale prelatuur Sicuani
- Kerkprovincie Huancayo: Aartsbisdom Huancayo
  - Bisdom Huánuco
  - Bisdom Tarma
- Kerkprovincie Lima: Aartsbisdom Lima
  - Bisdom Callao
  - Bisdom Carabayllo
  - Bisdom Chosica
  - Bisdom Huacho
  - Bisdom Ica
  - Bisdom Lurín
  - Territoriale prelatuur Yauyos
- Kerkprovincie Piura: Aartsbisdom Piura
  - Bisdom Chachapoyas
  - Bisdom Chiclayo
  - Bisdom Chulucanas
  - Territoriale prelatuur Chota
- Kerkprovincie Trujillo: Aartsbisdom Trujillo
  - Bisdom Cajamarca
  - Bisdom Chimbote
  - Bisdom Huaraz
  - Bisdom Huarí
  - Territoriale prelatuur Huamachuco
  - Territoriale prelatuur Moyobamba
- Immediata:
  - Apostolisch vicariaat Iquitos
  - Apostolisch vicariaat Jaén en Peru o San Francisco Javier
  - Apostolisch vicariaat Pucallpa
  - Apostolisch vicariaat Puerto Maldonado
  - Apostolisch vicariaat Requena
  - Apostolisch vicariaat San José de Amazonas
  - Apostolisch vicariaat San Ramón
  - Apostolisch vicariaat Yurimaguas
  - Militair ordinariaat